# Късоклюна стенела
Късоклюна стенела (Stenella clymene) е вид бозайник от семейство Делфинови (Delphinidae).

## Разпространение и местообитание
Разпространен е в Ангола, Антигуа и Барбуда, Барбадос, Бахамските острови, Белиз, Бонер, Синт Еустациус, Саба, Бразилия, Венецуела, Габон, Гамбия, Гана, Гвинея, Гренада, Доминика, Кабо Верде, Кайманови острови, Камерун, Република Конго, Кот д'Ивоар, Кюрасао, Мавритания, Мексико, Пуерто Рико, САЩ, Света Елена, Възнесение, Тристан да Куня, Сейнт Винсент и Гренадини, Сен Мартен, Сенегал, Сиера Леоне, Хондурас и Ямайка.